# Plagiogyria matsumureana
Plagiogyria matsumureana är en ormbunkeart som först beskrevs av Mak., och fick sitt nu gällande namn av Mak. Plagiogyria matsumureana ingår i släktet Plagiogyria och familjen Plagiogyriaceae. Inga underarter finns listade.